# Chrysotus vicinus
Chrysotus vicinus är en tvåvingeart som beskrevs av Octave Parent 1933. Chrysotus vicinus ingår i släktet Chrysotus och familjen styltflugor. Inga underarter finns listade i Catalogue of Life.